# Розаца
Роза̀ца (на италиански: Rosazza; на пиемонтски: Arsassa, Арсаса) е село и община в Северна Италия, провинция Биела, регион Пиемонт. Разположено е на 882 m надморска височина. Населението на общината е 95 души (към 2010 г.).